# فرزاد «فازی» خسروشاهی
فرزاد "فازی" خسروشاهی (به انگلیسی: Farzad "Fuzzy" Khosrowshahi)(متولد ۱۹۶۷) مدیر اسبق تیم مهندسی گوگل داکس در نیویورک بود. وی در حال حاضر مدیر ارشد فناوری‌ شرکت نوشن است. 
او برنده جایزه مدیر عالی گوگل شده‌است.
او پس از اخذ لیسانس تاریخ از دانشگاه کلمبیا به همراه همسرش در ۱۹۹۳ در مامارونک، نیویورک در ۲۵ مایلی شمال منتهن یک ساندویچی ساب وی گشودند.  این کار ۹ ماه طول کشید و او مهارت باارزش کار با صفحه گسترده را آموخت. سپس کاری موقت در لمن برادرز گرفت. او دست نوشته سخنرانی بانکداران را با اپل درو به محتوای ذیجیتالی تبدیل می‌کرد.
او هنگام تحصیل بیزنس در دانشگاه نیویورک کار مشابهی در در گلدمن سکس و جی پی مورگان انجام داد.
او و رییسش در جی پی مورگان شرکتی تأسیس کردند که گوگل آن را در ۲۰۰۶ خرید.
او اکنون مدیر بیش از ۱۰۰ کارمند است.